# 906 هـ
906 هـ هي سنة في التقويم الهجري امتدت مقابلةً في التقويم الميلادي بين سنتي 1500 و1501.

## وفيات
- الكرماستي
- الكمال بن أبي شريف